# Catherine Jagellon
Catherine Jagiellon (poloneză Katarzyna Jagiellonka; suedeză Katarina Jagellonica; 1 noiembrie 1526 – 16 septembrie 1583) a fost soția regelui Ioan al III-lea al Suediei. Astfel, ea a fost Ducesă de Finlanda (1562–1583), regină consort a Suediei (1569–1583) și Mare Prințesă a Finlandei (1581–1583). Catherine a avut o influență semnificativă în timpul domniei soțului ei și a negociat cu Papa introducerea unor reforme în Suedia.

## Biografie
Catherine Jagiellon a fost fiica cea mică a regelui Sigismund I al Poloniei și a soției acestuia, Bona Sforza. Catherine a devenit soția regelui Ioan al III-lea al Suediei și mama viitorului rege Sigismund al III-lea Vasa. După decesul tatălui ei în 1548, ea și sora ei, Anna, s-au mutat la Masovia împreună cu mama lor. După ce mama lor a plecat în Italia în 1558, ele au locuit acolo singure. Surorile nu au fost apropiate de fratele lor Sigismund al II-lea.
Catherine vorbea italiană și latină și a fost descrisă ca mult mai atractivă decât Anna; s-au făcut mai multe sugestii de căsătorie spre ea. Ducele Albert al Prusiei, Arhiducele Ferdinand al II-lea de Austria și Țarul Ivan al IV-lea al Rusiei s-au numărat printre pețitorii ei.
O alianță prin suedezo-poloneză prin căsătorie s-a sugerat încă din 1526, la vremea aceea între sora ei vitregă Hedwig și regele Gustav I al Suediei, iar în 1555 s-a sugerat o căsătorie între ea și prințul moștenitor Eric sau fratele acestuia, Ioan. 